# Berdū
Berdū (persiska: بردو, Bardū) är en ort i Iran.   Den ligger i provinsen Khorasan, i den nordöstra delen av landet, 800 km öster om huvudstaden Teheran. Berdū ligger 1 373 meter över havet och antalet invånare är 525.
Terrängen runt Berdū är varierad.Runt Berdū är det ganska glesbefolkat, med 34 invånare per kvadratkilometer. Berdū är det största samhället i trakten. Omgivningarna runt Berdū är i huvudsak ett öppet busklandskap.